# David Abrines
David Abrines Karbowski (1 de abril de 1997) es un deportista  Español que compite en atletismo y esta especializado en la prueba de decatlón. Ganó una medalla de oro en el Campeonato de España de 2022 celebrado en Nerja (Málaga), en esa misma prueba. Actualmente, compite representando al Club Atletismo Albacete.
David Abrines posee algunos récords de Baleares, como el lanzamiento de jabalina y en decatlón.